# Сен-При, Людвиг Францевич
Виконт Людвиг Францевич Сен-При (Эммануэль Луи Мари Гиньяр, виконт де Сен-При, герцог д’Альманца; Emmanuel Louis Marie Guignard, vicomte de Saint-Priest, duc d’Almanza; 1789 — 26 февраля 1881) — из французских дворян, российский и французский военный деятель и дипломат. Брат генерал-адъютанта Эммануила Сен-При.

## Биография
Третий сын дипломата графа Франсуа Эммануэля Гиньяра де Сен-При (1735—1821) от его брака с графиней Вильгельминой Констанцией фон Лудольф (ум. 1807). Его крестной матерью была Мария-Антуанетта.
Во время французской революции, в 1791 году вместе с отцом и двумя братьями эмигрировал в Россию. Служил в лейб-гвардии Егерском полку. Участник различных военных кампаний, в том числе Заграничного похода русской армии.
После Реставрации поступил на службу к герцогу Ангулемскому. Во время Ста дней пытался поднять Дофине на защиту короля.
Отличился в походе французских войск в Испанию и получил чин генерал-лейтенанта.
25 февраля 1824 года награждён орденом Св. Георгия 3-й степени.
| В ознаменование участия в военных подвигах, прекративших для блага Европы возмущение, возникшее в Гишпании. |

После двух лет при Берлинском дворе он стал послом Франции в Мадриде и вёл в 1828 году переговоры по урегулированию испанского долга.
После Июльской революции вынужден уйти в отставку. Король Фердинанд VII в знак признания заслуг произвёл его в гранды Испании с титулом герцога Альманца (исп. Ducado de Almazán de Saint Priest‎).
Примкнул к сторонникам Марии Каролины, вдовы герцога Беррийского. Участвовал в организации восстания роялистов на западе Франции в 1832 году. Был арестован и освобождён после десятимесячного заточения.
После устройства убежища герцогини в Австрии вернулся в Париж, где оставался одним из лидеров легитимистов до самой смерти.